# Helene Scholz-Zelezny

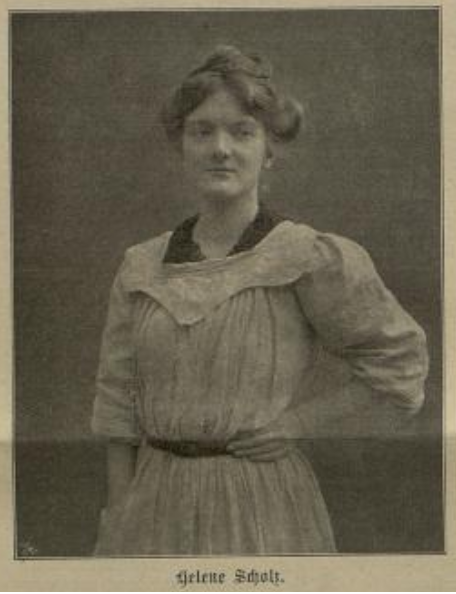
Helene Scholz (Der Bazar 54. Jg., Nr. 4 vom 20. Januar 1908, S. 50)

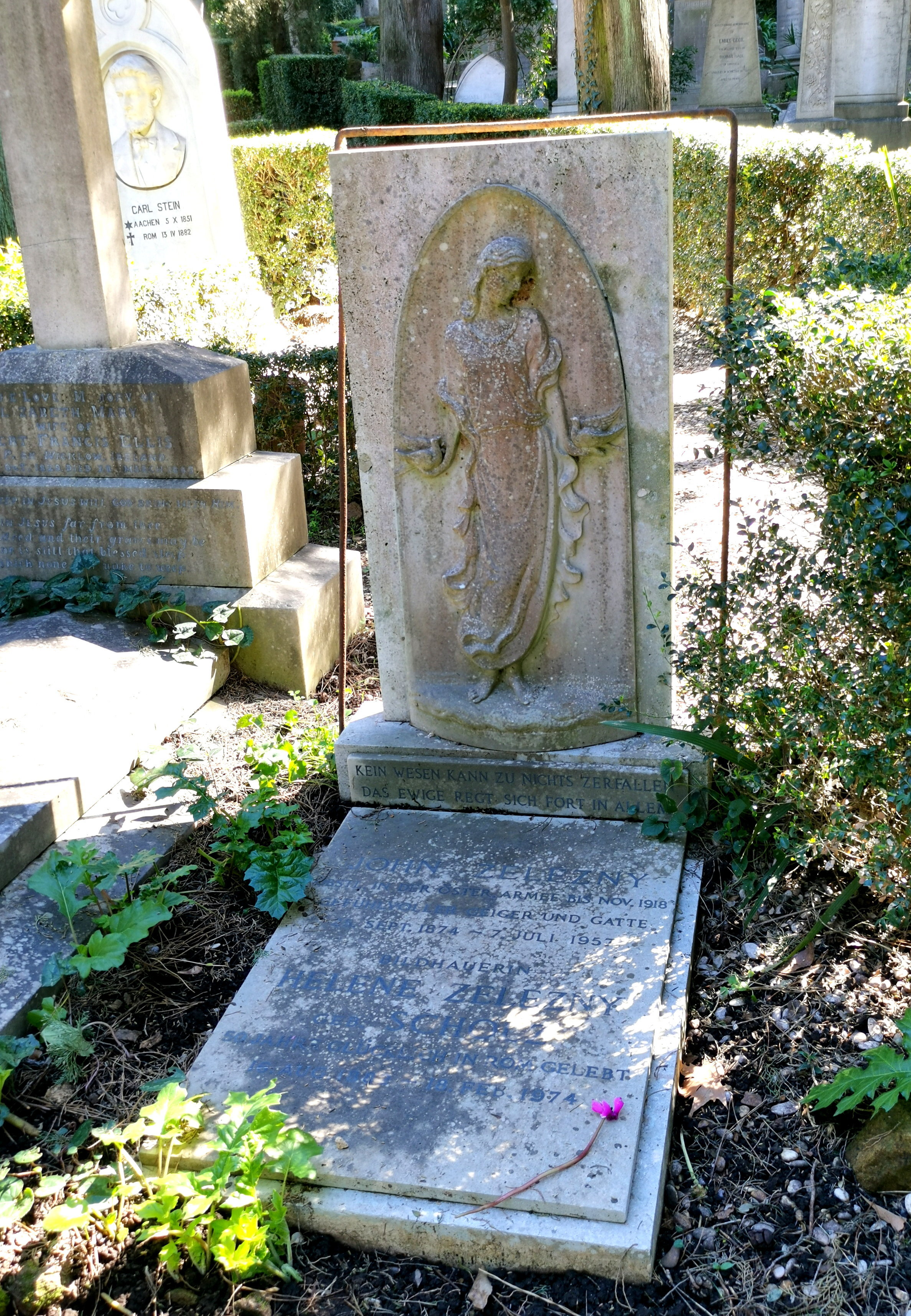
Grab auf dem Nichtkatholischen (Protestantischen) Friedhof Rom

Helene Scholz-Zelezny, auch Helena Zelezny oder Helene Scholzová-Železná (* 16. August 1882 in Chropin (Schlesien, heute: Chropyně; Tschechien); † 18. Februar 1974 in Rom), war eine österreichische Bildhauerin und Medailleurin, die überwiegend in Italien gelebt hat.

## Leben
Helene Scholz-Zelezny, Tochter der Schriftstellerin Maria Scholz, ist in Österreichisch-Schlesien aufgewachsen und studierte in Wien und Dresden Architektur und danach in Berlin Bildhauerei unter Fritz Heinemann und desgleichen in Brüssel unter Charles van der Stappen. Weitere Studienaufenthalte folgten in Paris und Florenz. Mit Beginn des Ersten Weltkrieges zog sie nach Wien um und lebte seit 1919 überwiegend in Italien. Sie starb 1974 in Rom und ist dort im Protestantischen Friedhof begraben.

## Kunstschaffen
1914 wurde Helene Scholz-Zelezny Hofbildhauerin der Habsburger. Aus dieser Zeit stammt eine Medaille mit dem Porträt von Eugen, Erzherzog von Österreich-Teschen (1863–1954), Generaloberst des Kriegsfürsorgeamtes, Hochmeister Deutschen Ordens. Die Signatur auf der Medaille lautet Hellene Scholz.
Sie schuf etwa 300 Porträts in Marmor, Bronze und Terrakotta. Sie waren in Ausstellungen in Paris, Wien, Rom, Prag, Philadelphia, Venedig zu sehen und in Galerien in Europa und den USA.

## Werke
- Helene Zelezny-Scholz: Aus der Jugend einer Bildhauerin, Tagebuchblätter aus den Jahren 1908–1917, deutsch, Rom 1972.
- Helene Zelezny-Scholz: My dear Pupils, mit Beiträgen ihrer Schüler in verschiedenen Sprachen, Rom 1973.
- Helene Zelezny-Scholz: Nachlese, deutsch und englisch, Rom 1974